# 德韦兹
德韦兹（法語：Devèze，法語發音：[dəvɛz]）是法国上比利牛斯省的一个市镇，位于该省东北部，属于塔布区。

## 地理
德韦兹（43°16'18"N, 0°32'50"E）面积5.05 平方千米，位于法国奧克西塔尼大區上比利牛斯省，该省份为法国西南部内陆省份，北至热尔省，西接大西洋比利牛斯省，南与西班牙接壤，东临上加龙省。
与德韦兹接壤的市镇（或旧市镇、城区）包括：贝特贝兹、阿里-埃斯佩南、拉拉讷、蒙莱翁马尼奥阿克、普伊、维勒米尔。

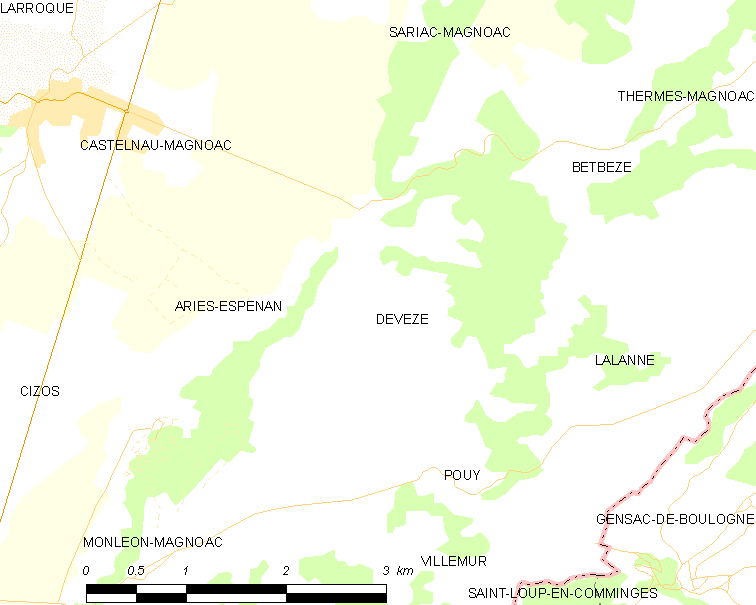
德韦兹的OSM定位图

德韦兹的时区为UTC+01:00、UTC+02:00（夏令时）。

## 行政
德韦兹的邮政编码为65230，INSEE市镇编码为65155。

## 政治
德韦兹所属的省级选区为山丘县。

## 人口

1962-2008年间德韦兹人口变化图示

德韦兹于2022年1月1日时的人口数量为50人。